# Katja Nolten
Katja Nolten (* 16. Februar 1970 in Heinsberg) ist eine ehemalige deutsche Tischtennisspielerin. Sie war dreifache Vizeeuropameisterin der Jugend.

## Jugend
1982 nahm Katja Nolten an der Schüler-Europameisterschaft teil. Bei Jugendeuropameisterschaften kam sie dreimal ins Endspiel: 1984 (gegen Otilia Bădescu (ROM)) und 1987 (gegen Irina Palina (URS)) im Einzel sowie 1985 im Doppel mit Olga Nemes.
Die deutsche Schülermeisterschaft gewann Katja Nolten im Einzel 1984, im Doppel 1983 (mit Cornelia Reckziegel) und 1984 (mit Cornelia Faltermaier) sowie im Mixed 1983 und 1984 (jeweils mit Ralf Dooley). Bei den nationalen Jugendmeisterschaften gewann sie den Titel 1984, 1986 und 1987 im Einzel sowie 1987 im Doppel Christiane Praedel.
1990 wurde sie deutsche Juniorenmeisterin im Einzel und im Doppel (mit Olga Nemes).

## Erwachsene
1985 wurde Katja Nolten Deutsche Vizemeisterin im Einzel (hinter Susanne Wenzel) und im Doppel (mit Margit Freiberg). Mit Steffen Fetzner holte sie 1987 die Deutsche Meisterschaft im Mixed. 1987 und 1988 wurde sie Erste beim Bundesranglistenturnier DTTB-TOP-12. Fünfmal gewann sie die deutsche Mannschaftsmeisterschaft: 1984 und 1988 mit DSC Kaiserberg, 1990, 1991 und 1992 mit Spvg Steinhagen.
Zwischen 1984 und 1990 wurde Katja Nolten 52-mal in die Nationalmannschaft eingeladen. Je dreimal startete sie bei Weltmeisterschaften (1985, 1987, 1989) und bei Europameisterschaften (1986, 1988, 1990). Bei der EM 1988 holte sie mit dem deutschen Team Bronze. Auch bei den Olympischen Spielen 1988 vertrat sie Deutschland. Danach beendete sie den Leistungssport zugunsten eines Pädagogik-Studiums.

## Vereine
- ???? – 1982: Wassenberg
- 1982 – 1984: DJK Rheydt 08
- 1984 – 1988: DSC Kaiserberg
- 1988 – 1989: TuS Jahn Soest
- 1989 – 1992: Spvg Steinhagen
- 1992 – 1997: SC Bayer 05 Uerdingen
- 1997 – 2000: Langenberger SG (Landesliga)
- 2000 – 2001: SC Bayer 05 Uerdingen II (Regionalliga)
- 2001 – 2002: Anrather TK Rot-Weiß
- 2002 – 2003: DJK VfL Willich
- 2003 – 2007: TuS Jahn Soest
- 2007 – 2008: TTC Fritzdorf (Regionalliga)[2]
- 2008 – 2010: DJK Holzbüttgen (Regionalliga)[3]
- 2010 – ????: DC DT Recklinghausen (Regionalliga)
- seit 2015: TTC Unterbruch (Bezirksklasse)

## Privat
Katja Nolten ist die Schwester des ehemaligen Tischtennis-Nationalspielers Hans-Joachim Nolten.

## Turnierergebnisse
| Verband | Veranstaltung                         | Jahr | Ort       | Land | Einzel           | Doppel           | Mixed         | Team |
| ------- | ------------------------------------- | ---- | --------- | ---- | ---------------- | ---------------- | ------------- | ---- |
| FRG     | Europameisterschaft                   | 1990 | Göteborg  | SWE  | letzte 16        |                  | Viertelfinale |      |
| FRG     | Europameisterschaft                   | 1988 | Paris     | FRA  |                  | Viertelfinale    |               |      |
| FRG     | Europameisterschaft                   | 1986 | Prag      | TCH  |                  | Viertelfinale    |               |      |
| FRG     | Jugend-Europameisterschaft (Kadetten) | 1984 | Linz      | AUT  | Silber           |                  |               |      |
| FRG     | Jugend-Europameisterschaft (Junioren) | 1987 | Athen     | GRE  | Silber           |                  |               |      |
| FRG     | Jugend-Europameisterschaft (Junioren) | 1985 | Den Haag  | NED  | Halbfinale       | Silber           |               |      |
| FRG     | Olympische Spiele                     | 1988 | Seoul     | KOR  | sofort ausgesch. | sofort ausgesch. |               |      |
| FRG     | Weltmeisterschaft                     | 1989 | Dortmund  | FRG  | letzte 64        | letzte 32        | letzte 64     |      |
| FRG     | Weltmeisterschaft                     | 1987 | New Delhi | IND  | letzte 128       | letzte 16        | letzte 128    | 14   |
| FRG     | Weltmeisterschaft                     | 1985 | Göteborg  | SWE  | keine Teiln.     | keine Teiln.     | keine Teiln.  | 14   |